# Орасіо Муньйос
Орасіо Муньйос (ісп. Horacio Muñoz, 3 серпня 1900 — 23 жовтня 1976) — чилійський футболіст, що грав на позиції нападника за клуб «Фернандес Віаль», а також національну збірну Чилі.

## Клубна кар'єра
Виступав за команду «Фернандес Віаль», кольори якої захищав протягом усієї своєї кар'єри гравця. 
Помер 23 жовтня 1976 року на 77-му році життя.

## Виступи за збірну
1917 року дебютував в офіційних матчах у складі національної збірної Чилі. Протягом кар'єри у національній команді, яка тривала 14 років, провів у її формі 7 матчів.
У складі збірної був учасником Чемпіонату Південної Америки 1917 року в Уругваї. Також Їздив в складі збірної на чемпіонат світу 1930 року в Уругвай, але на поле не виходив.

## Титули і досягнення
- Бронзовий призер Чемпіонату Південної Америки: 1926